# Store Fålsjö
Store Fålsjö är en sjö i Herrljunga kommun i Västergötland och ingår i Göta älvs huvudavrinningsområde. Sjön har en area på 0,146 kvadratkilometer och ligger 190 meter över havet. I sjöns norra ända finns  sedan 1980 en övervakningsstation för miljödata.

## Delavrinningsområde
Store Fålsjö ingår i det delavrinningsområde (642968-134468) som SMHI kallar för Utloppet av Sämsjön. Medelhöjden är 202 meter över havet och ytan är 39,18 kvadratkilometer. Räknas de 2 avrinningsområdena uppströms in blir den ackumulerade arean 54,11 kvadratkilometer. Vimleån som avvattnar avrinningsområdet har biflödesordning 3, vilket innebär att vattnet flödar genom totalt 3 vattendrag innan det når havet efter 216 kilometer. Avrinningsområdet består mestadels av skog (45 %) och jordbruk (22 %). Avrinningsområdet har 6,21 kvadratkilometer vattenytor vilket ger det en sjöprocent på 15,8 %.